# Ptychoptera bellula
Ptychoptera bellula är en tvåvingeart som beskrevs av Alexander 1937. Ptychoptera bellula ingår i släktet Ptychoptera och familjen glansmyggor. Inga underarter finns listade i Catalogue of Life.